# ナビル・クリスマット
ナビル・アントニオ・クリスマット・アブチャイベ（Nabil Antonio Crismatt Abuchaibe, 1994年12月25日 - ）は、コロンビアのアトランティコ県バランキージャ出身のプロ野球選手（投手）。右投右打。MLBのアリゾナ・ダイヤモンドバックス所属。

## 経歴

### プロ入りとメッツ傘下時代

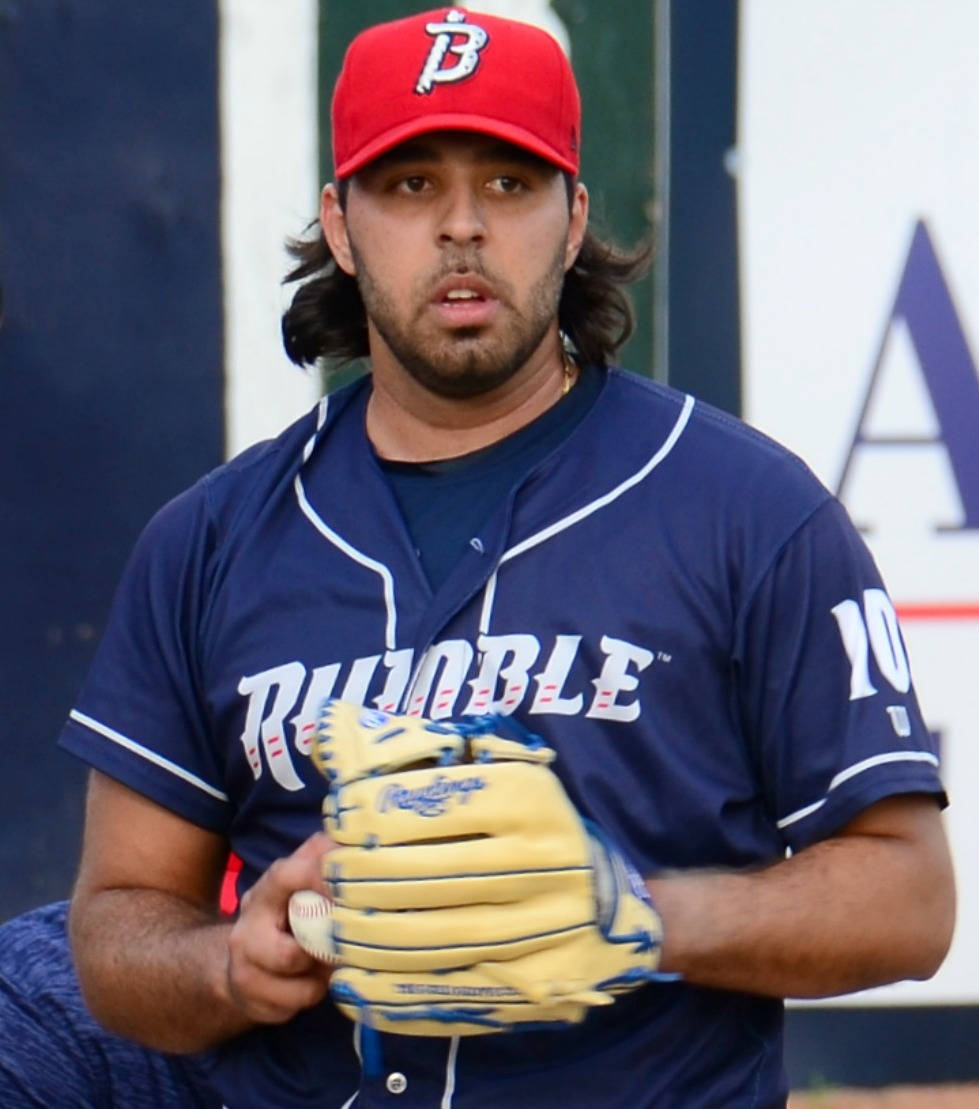
AA級ビンガムトン・ランブルポニーズ時代
(2018年6月9日)

2012年5月31日にアマチュア・フリーエージェントでニューヨーク・メッツと契約してプロ入り。同年にプロデビューした。
2015年は同年行われたパンアメリカン競技大会のコロンビア代表に選出された。
2017年はシーズン開幕前に行われたWBCのコロンビア代表に選出された。
2018年オフに自由契約となった。

### マリナーズ傘下時代
2018年11月28日にシアトル・マリナーズとマイナー契約を結んだ。
2019年は傘下のAA級アーカンソー・トラベラーズとAAA級タコマ・レイニアーズでプレーした。オフに自由契約となった。

### カージナルス時代
2020年1月31日にセントルイス・カージナルスとマイナー契約を結んだ。8月17日にメジャー契約を結んでアクティブ・ロースター入りし、同日のシカゴ・カブス戦でメジャーデビューを果たした。オフの10月30日にマイナー契約となり、11月2日に自由契約となった。

### パドレス時代
2020年12月18日にサンディエゴ・パドレスとマイナー契約を結んだ。
2021年4月1日にメジャー契約を結んでアクティブ・ロースター入りした。
2023年6月20日にDFA、25日にFAとなった。

### ダイヤモンドバックス時代
2023年6月30日にアリゾナ・ダイヤモンドバックスとマイナー契約を結び、そのまま傘下のAAA級リノ・エーシズに配属された。その後は、マイナーとメジャーを行ったりきたりしていたが、レギュラーシーズン終了後の10月10日にFAとなった。
この年のオフはドミニカのウィンターリーグであるリーガ・デ・ベイスボル・プロフェシオナル・デ・ラ・レプブリカ・ドミニカーナ（LIDOM）に参加し、ティグレス・デル・リセイに所属した。

### ドジャース時代
2023年12月12日にロサンゼルス・ドジャースとマイナー契約を結び、AAA級オクラホマシティ・ベースボールクラブに配属された。
2024年3月31日にメジャー昇格し、同日の登板で勝利投手となった。しかし、翌日にDFAとなった。再び契約を結び、5試合で防御率2.57の成績を収めていたが、5月15日に2度目のDFAとなり、17日にFAとなった。

### レンジャーズ傘下時代
同年5月22日にテキサス・レンジャーズとマイナー契約を結び、同日中にAAA級ラウンドロック・エクスプレスに配属された。ここではメジャーに再昇格することが無いまま、6月25日に自由契約となった。

### パドレス復帰
同年6月28日にサンディエゴ・パドレスとマイナー契約を結び、同日中にAAA級エルパソ・チワワズに配属された。ただ、ここでもメジャー再昇格は叶わず、オフの11月4日にFAとなった。結局、この年はドジャース時代の5試合のみの登板に終わったものの、プロ初勝利を含む1勝1敗、6奪三振、防御率2.57などを記録した。

### フィリーズ傘下時代
2024年12月13日にフィラデルフィア・フィリーズとマイナー契約を結び、2025年のスプリングトレーニングには招待選手として参加した（AAA級リーハイバレー・アイアンピッグスに配属）。
この年のオフも2年連続でドミニカのウィンターリーグに参加。今回はギガンテス・デル・シバオに所属した。
2025年の開幕はAAA級リーハイバレーで迎えたが、7月2日に自らオプトアウトを選択して自由契約となった。7月8日に再びマイナー契約を結んだが、8月9日に自由契約となった。

### ダイヤモンドバックス復帰
2025年8月9日にアリゾナ・ダイヤモンドバックスとマイナー契約を結び、AAA級リノに配属された。8月17日にメジャー契約を結び、アクティブ・ロースター入りし、同日のコロラド・ロッキーズ戦に先発登板し、5回を投げ、被安打3、自責点1で勝敗はつかなかった。

## 詳細情報

### 年度別投手成績
| 年 度    | 球 団    | 登 板 | 先 発 | 完 投 | 完 封 | 無 四 球 | 勝 利 | 敗 戦 | セ 丨 ブ | ホ 丨 ル ド | 勝 率 | 打 者 | 投 球 回 | 被 安 打 | 被 本 塁 打 | 与 四 球 | 敬 遠 | 与 死 球 | 奪 三 振 | 暴 投 | ボ 丨 ク | 失 点 | 自 責 点 | 防 御 率 | W H I P |
| -------- | -------- | ----- | ----- | ----- | ----- | -------- | ----- | ----- | -------- | ----------- | ----- | ----- | -------- | -------- | ----------- | -------- | ----- | -------- | -------- | ----- | -------- | ----- | -------- | -------- | ------- |
| 2020     | STL      | 6     | 0     | 0     | 0     | 0        | 0     | 0     | 0        | 0           | ----  | 31    | 8.1      | 6        | 2           | 1        | 1     | 0        | 8        | 0     | 0        | 3     | 3        | 3.24     | 0.84    |
| 2021     | SD       | 45    | 0     | 0     | 0     | 0        | 3     | 1     | 0        | 3           | .750  | 351   | 81.1     | 87       | 10          | 24       | 2     | 8        | 71       | 3     | 0        | 40    | 34       | 3.76     | 1.36    |
| 2022     | SD       | 50    | 1     | 0     | 0     | 0        | 5     | 2     | 0        | 5           | .714  | 280   | 67.1     | 57       | 5           | 22       | 1     | 2        | 65       | 0     | 2        | 29    | 22       | 2.94     | 1.17    |
| 2023     | SD       | 7     | 0     | 0     | 0     | 0        | 0     | 1     | 0        | 0           | .000  | 57    | 11.0     | 17       | 3           | 7        | 0     | 1        | 9        | 2     | 0        | 12    | 12       | 9.82     | 2.18    |
| 2023     | ARI      | 1     | 0     | 0     | 0     | 0        | 0     | 1     | 0        | 0           | .000  | 8     | 2.0      | 2        | 0           | 0        | 0     | 0        | 3        | 0     | 1        | 1     | 0        | 0.00     | 1.00    |
| '23計    | ARI      | 8     | 0     | 0     | 0     | 0        | 0     | 2     | 0        | 0           | .000  | 65    | 13.0     | 19       | 3           | 7        | 0     | 1        | 12       | 2     | 1        | 13    | 12       | 8.31     | 2.00    |
| 2024     | LAD      | 5     | 0     | 0     | 0     | 0        | 1     | 1     | 0        | 0           | .500  | 26    | 7.0      | 7        | 1           | 0        | 0     | 0        | 6        | 0     | 0        | 3     | 2        | 2.57     | 1.00    |
| MLB：5年 | MLB：5年 | 114   | 1     | 0     | 0     | 0        | 9     | 6     | 0        | 8           | .600  | 753   | 177.0    | 176      | 21          | 54       | 4     | 11       | 162      | 5     | 3        | 88    | 73       | 3.71     | 1.30    |

- 2024年度シーズン終了時

### 年度別打撃成績
| 年 度    | 球 団    | 試 合 | 打 席 | 打 数 | 得 点 | 安 打 | 二 塁 打 | 三 塁 打 | 本 塁 打 | 塁 打 | 打 点 | 盗 塁 | 盗 塁 死 | 犠 打 | 犠 飛 | 四 球 | 敬 遠 | 死 球 | 三 振 | 併 殺 打 | 打 率 | 出 塁 率 | 長 打 率 | O P S |
| -------- | -------- | ----- | ----- | ----- | ----- | ----- | -------- | -------- | -------- | ----- | ----- | ----- | -------- | ----- | ----- | ----- | ----- | ----- | ----- | -------- | ----- | -------- | -------- | ----- |
| 2021     | SD       | 45    | 11    | 10    | 0     | 0     | 0        | 0        | 0        | 0     | 0     | 0     | 0        | 1     | 0     | 0     | 0     | 0     | 6     | 0        | .000  | .000     | .000     | .000  |
| MLB：1年 | MLB：1年 | 45    | 11    | 10    | 0     | 0     | 0        | 0        | 0        | 0     | 0     | 0     | 0        | 1     | 0     | 0     | 0     | 0     | 6     | 0        | .000  | .000     | .000     | .000  |

- 2024年度シーズン終了時

### 年度別守備成績
| 年 度 | 球 団 | 投手（P） | 投手（P） | 投手（P） | 投手（P） | 投手（P） | 投手（P） |
| 年 度 | 球 団 | 試 合     | 刺 殺     | 補 殺     | 失 策     | 併 殺     | 守 備 率  |
| ----- | ----- | --------- | --------- | --------- | --------- | --------- | --------- |
| 2020  | STL   | 6         | 1         | 4         | 0         | 1         | 1.000     |
| 2021  | SD    | 45        | 5         | 7         | 1         | 0         | .923      |
| 2022  | SD    | 50        | 4         | 5         | 0         | 1         | 1.000     |
| MLB   | MLB   | 101       | 10        | 16        | 1         | 2         | .963      |

- 2022年度シーズン終了時

### 背番号
- 74（2020年 - 2023年途中）
- 61（2023年途中 - 同年終了、2025年8月18日 - ）
- 70（2024年）

### 代表歴
- 2015 パンアメリカン競技大会コロンビア代表
- 2017 ワールド・ベースボール・クラシック・コロンビア代表
- 2023 ワールド・ベースボール・クラシック・コロンビア代表